# Finspångs samrealskola och kommunala gymnasium
Finspångs samrealskola och kommunala gymnasium var ett läroverk i Finspång verksamt från 1945 till 1968.

## Historia
Skolan började som folkskolan i Ekmanska skolan där en högre folkskola började sin verksamhet 1917, där en första klass 1922 kunde erlägga realexamen som privatister. 1 januari 1931 fick skolan rätt att själv ge realexamen och skolan blev en kommunal mellanskola.. Skolan ombildades 1945 till en samrealskola från 1959 med ett kommunalt gymnasium. 
Skolan kommunaliserades 1966 och namnändrades då till Högalidsskolan. Studentexamen gavs från 1962 till 1968 och realexamen från 1931 till omkring 1969.
Skolbyggnaden från 1945 invigdes 1946 av Tage Erlander